# Vang Si-fu
Vang Si-fu (pinjin: Wang Shifu; kb. 1250–1337) a legjelentősebb drámaíró volt a kínai színjáték virágkorában, a Jüan (Yuan)-korban.
Vang (Wang) nevéhez 14 színdarabot kötnek, de ebből csak három maradt fenn. A legfontosabb közülük a Nyugati szoba (Hszi hsziang csi (Xi xiang ji)) című szerelmes darab, amelyet sokan a korszak legjobb „északi drámájának” tartanak, s amely – különböző feldolgozásokban – máig igen népszerű. A darab az akkoriban elterjedt ca-csü (zaju) formában íródott, nagyrészt annak hagyományait követi, de a szokásos zajunél ötször hosszabb, és néhány jellemzőben eltér attól. Például áriákat nem csak a főszereplő énekel, hanem a többi fontosabb szereplő is.
A Nyugati szoba alapötlete a „Jing-jing története” (Jingjing csuan (Yingying zhuan)) című Tang-kori csüen-csi (chuanqi) elbeszélésből származik, amelynek szerzője Jüan Csen (Yuan Zhen). Vang (Wang) darabjában azonban – a szomorú végű elbeszéléstől eltérően – a szerelmesek együtt maradnak, és boldogan élnek, amíg meg nem halnak. A darab a keletkezése óta számos feldolgozást megért, és az egyik legismertebb kínai szerelmes történet lett.

## Magyarul
- A nyugati szoba. Dráma; ford., utószó Tőkei Ferenc, versford. Károlyi Amy, jegyz. Csongor Barnabás; Európa, Bp., 1960